# Voor een verloren soldaat (film)
Voor een Verloren Soldaat is een Nederlandse film uit 1992 van Roeland Kerbosch. De internationale titel is For a Lost Soldier. Het is een verfilming van het gelijknamige autobiografische boek van de balletdanser en choreograaf Rudi van Dantzig uit 1986.
De film staat in de Nederlandse favorieten top 20, van de Gay Cinema.
In de Nederlandse bioscoop deed de film niet veel, maar na verkoop aan het buitenland deed hij het een stuk beter.

## Verhaal
Het verhaal begint in de hongerwinter van 1944/45 wanneer de jonge Jeroen Boman wordt ondergebracht bij een Fries gastgezin met drie kinderen. In het begin heeft Jeroen problemen om zich aan te passen en maakt hij plannen om terug te keren naar zijn geboorteplaats Amsterdam.
Uiteindelijk doet hij dit niet, en als in het voorjaar het Canadese bevrijdingsleger de Duitsers weet te verdrijven tot in Friesland, wordt het nog gezellig in het gezin. Zo maken de Canadese soldaten kennis met de dames uit het dorp. Ook Jeroen komt achter zijn seksuele geaardheid na een ontmoeting met de soldaat Walter. Samen slapen ze in een bed en staan ze onder de douche. Totdat het Canadese leger weer verder moet en Jeroen weer door zijn moeder wordt opgehaald. Walter vertrekt zonder afscheid van Jeroen te nemen. Hij heeft alleen een foto.
De film eindigt met de volwassen Jeroen die het hierboven beschreven verhaal probeert in een ballet te vatten. Tijdens een repetitie overhandigt zijn assistent hem een vergroting van de foto. Op de foto is het identiteitsplaatje van Walter leesbaar te zien.

## Rolverdeling
| Acteur          | Personage          |
| --------------- | ------------------ |
| Maarten Smit    | Jeroen (jong)      |
| Jeroen Krabbé   | Jeroen (volwassen) |
| Andrew Kelley   | Walter Cook        |
| Freark Smink    | Vader gastgezin    |
| Elsje de Wijn   | Moeder gastgezin   |
| Tatum Dagelet   | Gerti              |
| Derk-Jan Kroon  | Jan                |
| Gineke de Jager | Elly               |